# HD 14641
HD 14641，又名CP-56 413，SAO 232717、HR 688，是一颗恒星，视星等为5.81，位于銀經280.1，銀緯-57.09，其B1900.0坐标为赤經2h 16m 39.8s，赤緯-56° -57.09′ 14″。